# Turuchan
Il Turuchan (in russo Туруха́н?) è un fiume della Russia siberiana occidentale, affluente di sinistra dello Enisej. Scorre nel Turuchanskij rajon del Territorio di Krasnojarsk.
Nasce da un piccolo lago tra modesti rilievi collinari dell'altopiano dello Enisej inferiore (Нижнеенисейская возвышеность) all'estremità nord-orientale del bassopiano della Siberia Occidentale, scorrendo con direzione sud-occidentale nell'alto corso, poi meridionale e infine sud-orientale in un territorio prevalentemente piatto e paludoso. Sfocia nello Enisej a 971 km dalla foce, vicino al villaggio di Staroturuchansk, a pochi chilometri a valle dall'insediamento di Turuchansk, che si trova sull'altro lato dell'Enisej, alla foce della Tunguska Inferiore. Ha una lunghezza di 639 km e il suo bacino è di 35 800 km².
I principali affluenti sono Usomčik (lungo 90 km), Bol'šaja Bludnaja (114 km), Verchnjaja Baicha (Baicha Superiore), Nižnjaja Baicha (Baicha Inferiore) da destra e Makovskaja da sinistra.
Il Turuchan è navigabile per circa 270 km a monte della foce; va comunque soggetto a lunghi periodi di congelamento superficiale delle acque (ottobre - fine maggio / primi di giugno).
Lungo il suo corso non esistono centri urbani di rilievo, ad eccezione del villaggio di Staroturuchansk presso la foce.